# Фоулшт
Фоулшт (лук.Foulscht) је насељено место и комуна у западном Луксембургу. Од 1. јануара 1979, када је интегрисан са Арсдорфом и Бигонвилом и Перле, формирали су нову општину Рамбрух. Луксембуршки закон је одобрио овај регион 27. 7. 1978.